# Piszker Tibor
Piszker Tibor  (Nyíregyháza, 1916. január 9. – Budapest, 1978. május 26.) ezredes, katonai attasé.

## Életpályája
Édesapja vendéglátóipari munkás volt, édesanyja háztartásbeli. 1940. február 1-től teljesített tényleges katonai szolgálatot a Magyar Királyi 15. honvéd gyalogezred 15/I. zászlóaljánál Vácott. 1943. január 31-én a keleti frontra, majd 1944. áprilisában orosz hadifogságba került. 1949–1953 között tanulmányait a moszkvai katonai főiskolán végezte. 1954-től a Zrínyi Katonai Akadémia (a mai Zrínyi Miklós Nemzetvédelmi Egyetem) társadalomtudományi tanszékének vezetője, majd 1955–1957 között a Magyar Néphadsereg KTH. parancsnoki beosztásában volt. Tanulmányai elvégzése után 1957–1960 között katonai attasé volt Belgrádban, 1964–1967 között Pekingben, 1968–1971 között Bukarestben. 1973–1974 között az ENSZ Biztonsági Értekezletének volt katonai tanácsadója Genfben.

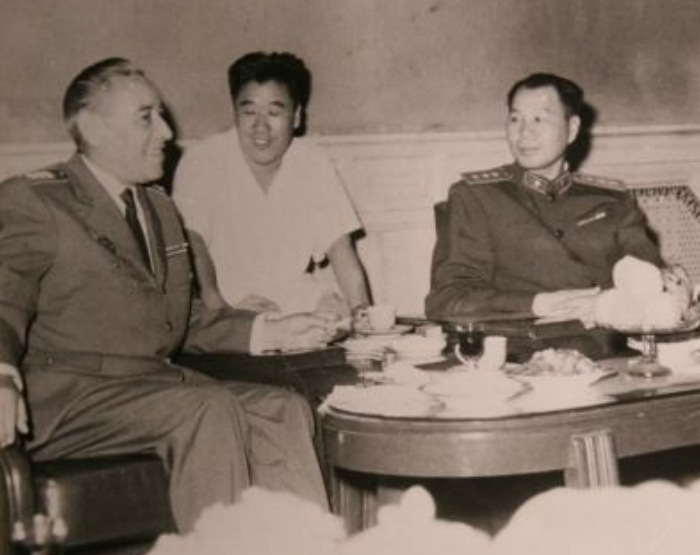
Piszker Tibor ezredes látogatása a Kínai Néphadsereg vezérkari főnökének helyettesénél, 1964